# Hunt the Wumpus
Hunt the Wumpus (angleško Lov na Wumpusa) je starejša računalniška igra, ki temelji na preprostem načinu igranja po zgledu skrivalnic. V igri nastopa skrivnostna pošast (Wumpus), ki preži globoko znotraj mreže sob. Izvirno je bila igra besedilna, v jeziku BASIC pa jo je napisal Gregory Yob, ko je gostoval na Univerzi Massachusettsa v Dartmouthu. Od tedaj so jo prenesli na različne platforme, vključno z grafičnimi, in napisali v več programskih jezikih.

## Igranje
Izvirna besedilna različica igre Hunt the Wumpus ima za vmesnik besedilno ukazno vrstico. Igralec vnaša ukaze za gibanje skozi sobe ali za streljanje »ukrivljenih puščic« vzdolž tunela v eno od sosednih sob. Obstaja dvajset sob, vsaka je povezana z drugimi tremi, in so razporejene podobno kot oglišča dodekaedra ali kot ploskve ikozaedra, kar predstavlja enako razporeditev. Tveganje predstavljajo jame brez dna, super netopirji in Wumpus sam. Super netopirji vržejo igralca na naključno mesto; ta značilnost se je pojavila v kasnejših komercialnih pustolovskih igrah, kot so Zork I, Valley of the Minotaur in Adventure. Wumpus ima posebne noge, ki mu pomagajo pobegniti iz jam brez dna, super netopirji pa ga ne morejo dvigniti, ker je pretežak. Ko igralec iz namigov ugotovi v kateri sobi je Wumpus, brez da bi stopil vanjo, v Wumpusovo sobo ustreli puščico, da bi ga ubil. Igralec zmaga v igri, če ubije Wumpusa. Če puščico ustreli v napačno sobo, preplaši Wumpusa, ki se zaradi tega umakne v sosednjo sobo. Igralec izgubi igro, če se znajde v isti sobi kot Wumpus, (ki ga poje), ali v jami brez dna.

## Razvoj
Igro je izvirno napisal Gregory Yob v jeziku BASIC in se je pojavila na osrednjih računalnikih vsaj leta 1972. Igro Hunt the Wumpus je prva objavila revija organizacije People's Computer Company leta 1973. Igro je leta 1975 spet objavila revija Creative Computing, leta 1979 pa so jo vključili v knjigo MORE BASIC Computer Games. Ker je bil Yob razočaran nad lovskimi igrami na mrežah, kot so Snark, Mugwump in Hurkle, se je odločil, da bo izdelal igro na karti. V računalniške namige je vključil razlagalni humor in si zamislil »glas« infocomskega pripovedovalca. V kasnejših različicah igre je bilo še več nevarnosti in več razporeditev jam. Izvedba igre Hunt the Wumpus je bila običajno vključena v MBASIC, Microsoftov tolmač BASIC-a za operacijski sistem CP/M, in enem od prvih produktov podjetja. Igro Hunt the Wumpus so priredili za računalnik Commodore PET pod naslovom Twonky in jo prodajali v poznih 1970-tih z revijo Cursor. Različico igre lahko še vedno najdemo kot del paketa bsdgames v sodobnih operacijskih sistemih BSD, kjer je znana kot »wump«.
Prenešena različica igre iz leta 1980 za računalnik TI-99/4A se je precej razlikovala od izvirne, ohranila pa je enako zasnovo. Igra je grafična in namesto ikozaedrske razporeditve uporablja pravilno mrežo kot ekvivalent svitka. V tej različici je Wumpus predstavljen z veliko rdečo glavo s parom nog, ki rasteta z njegovih obeh strani.